# Doris Dana
Doris Dana (Nueva York, 1920-Naples, Florida, 28 de noviembre de 2006) fue una escritora estadounidense conocida por ser la benefactora y pareja de Gabriela Mistral desde 1946 hasta el día de su muerte en 1957. Posteriormente por testamento, Dana fue receptora, representante y albacea de la prolífica obra de la poeta chilena, ganadora del Premio Nobel hasta su fallecimiento en 2006, adquiriendo la representación su sobrina, Doris Atkinson.

## Biografía
Doris Dana nació en el seno de una familia aristocrática de la sociedad de Nueva York en 1920; su madre fue Alberta Webster, canadiense, y su padre William Shepherd Dana, hijo adoptivo quien heredó (y dilapidó) una importante fortuna producto de la actividad periodística de Wall Street de principios de siglo.
Dana era la segunda hija de tres que tuvo el matrimonio, Leora Dana y Ethel quienes destacaban en sus respectivos ámbitos profesionales. Sus padres se divorciaron más tarde debido a patologías maníaco-depresivas sumadas a alcoholismo, que también afectarían a Doris en su madurez, como indica la obra de Elizabeth Horan.
Doris recibió una esmerada educación en el Lennox School, estudiando su secundaria en el exclusivo Bryn Mawr College para finalmente obtener un grado de Bachiller en Literatura en el Barnard College de la Universidad de Columbia. Ya en poder de su diploma, Doris ejerció un tiempo como profesora en la Universidad de New York.
Posteriormente fue la primera profesional de su género en redactar un programa de reeducación para la Alemania de posguerra en 1945.

## Gabriela Mistral

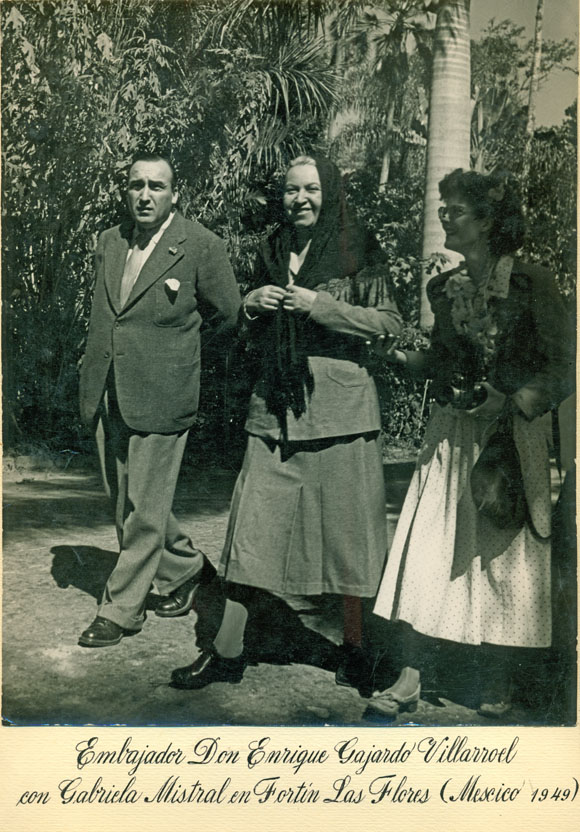
Gabriela Mistral junto al embajador Enrique Gajardo y Doris Dana en un viaje a Fortín Flores en México (1949).

Doris era una escritora incipiente que admiraba a los grandes literatos cuando conoció a Gabriela Mistral en 1946, ese año la poetisa chilena desarrolló gracias a la gestión de Eleanor Roosevelt, una serie de exposiciones de sus obras literarias en el Barnard College.
Fue allá donde Dana se sintió atraída por la poesía de la chilena y  presentó a Mistral una publicación traducida al alemán, producto de su propiedad intelectual llamada La estatura de Thomas Mann, escritor a quien Doris Dana conocía personalmente y que tanto Gabriela Mistral como ella admiraban profundamente. En esas obra estaba un ensayo de "El desastre alemán" de Mistral.
Como agradecimiento, Dana recibió una invitación para que visitase a la poetisa en su propiedad en Santa Bárbara, California y de este modo, Dana quedó muy impresionada por la personalidad de la poetisa chilena estableciéndose un sólido vínculo entre ambas. No se separarían hasta la muerte de la poetisa.

Era una persona tan llena de simpatía, de alegría, de hospitalidad, maravillosa, ¡realmente tan maravillosa! Tan espiritual. Vi gringas que no sabían quién era y quedaban maravilladas de su persona. Ella era excepcional. Nunca conocí en mi vida a una persona que pensara menos en sí misma y más en los otros y en el mundo. Y que tuviera una visión tan profunda. Era una mujer de gran visión.
Doris Dana.

Posteriormente Doris Dana, la secretaria de la poetisa, Consuelo Saleba y la entonces cónsul de Chile, Gabriela Mistral se establecieron por un tiempo en Veracruz, México hasta 1948, oportunidad que aprovechó el presidente de México para regalarle la propiedad en que se albergaba Mistral, ella declinó este gesto. Posteriormente, Mistral y sus compañeras fueron invitadas a permanecer en Rapallo, Italia hasta 1953.
Dana además acompañó a la poetisa a su tierra natal invitada durante la segunda presidencia (1952-1958) del General Carlos Ibáñez del Campo, quien se aprovechó de la enfermedad de Mistral para mejorar la imagen del gobierno.[cita requerida] Durante tal viaje, Doris Dana fue testigo del gran recibimiento con que se honró a la Premio Nobel en Valparaíso y en Santiago de Chile.
Dana y Gabriela Mistral regresaron a los Estados Unidos y la poetisa se albergó en Long Island, en una casa de la ciudad de Roslyn, Long Island, hasta su muerte en 1957. Doris después de la muerte de Mistral pasó a convertirse en la receptora testamentaria y albacea de la obra de la poetisa chilena.
Doris Dana estuvo siempre rodeada de intelectuales tales como Thomas Mann, Truman Capote entre otros personajes de renombre.
En mayo de 2002 recibió la visita de la entonces primera dama chilena, Luisa Durán, que le hizo efectiva una invitación para visitar Chile, pero ella, gentilmente, declinó la oferta hasta que no se reconociera la obra de Mistral en su tierra. Lo que pretendía Doris Dana era que, según el deseo expreso de Mistral en su testamento final, todos los ingresos generados por su obra se dirigieran a los niños de la comuna de Montegrande en Elqui y no a las editoriales e intelectuales como ocurría en Chile según el Decreto n.º 2160.
Dana nunca se casó, falleció sin dejar descendencia en Naples, Florida a los 86 años, el 28 de noviembre de 2006 a causa de complicaciones cardíacas.

## Controversias
Doris Dana reveló a la prensa chilena en 1999 que el supuesto sobrino de Gabriela Mistral, Juan Miguel Godoy Mendoza alias Yin Yin nacido en España, muerto en Brasil y cuya muerte afectó profundamente a Gabriela Mistral, era en realidad hijo biológico de Mistral, producto de un romance fugaz de la poetisa con un hombre cuya identidad nunca se reveló, pero no tuvo ninguna prueba de esta revelación.
La relación entre Doris Dana y la premio Nobel Gabriela Mistral trascendió a la opinión pública chilena estando aún la poetisa en vida y corrieron rumores de una supuesta relación amorosa con Dana. Estos rumores, no documentados, llegaron a oídos de Mistral, quien, presumiblemente dolida, decidió no volver a establecerse en su patria, permaneciendo en Estados Unidos. Doris Dana negó tajantemente que la poetisa y ella fueran pareja. Al respecto Dana expresó:

Me da escalofrío que la gente de Chile, un pueblo que tuvo a una persona comparable a Sócrates, a Platón, una cabeza, un alma tan magnífica, tan espiritual de una estatura maravillosa, sólo hable de si fue gay, anduvo con este o este otro hombre, o si aparece desnuda en una película sobre su vida. Esa gente no está mirando lo que realmente era Gabriela. A mí no me hacen reír. Son tan tontos. Han perdido todo el legado de una gran figura".
Doris Dana (2004).

"Sí. Si ella tuvo, tal vez en su juventud, experiencias homosexuales, puede ser, yo no sé. No puedo decirlo. Sí puedo afirmar que nunca le conocí esas conductas de adulta. En mi vida con ella, ella no tuvo vida sexual. Lo de Yin Yin fue algo de su juventud pasional viviendo en Europa, donde pasó la mayoría de su vida. Usted sabe del famoso Romelio Ureta. Y Gabriela misma siempre me contó que la persona con quien ella de más adulto hubiera querido casarse era Jorge Hubner, pero decía que cada vez que se juntaban, peleaban; entonces, mejor no casarse".
Doris Dana (2004).>

Aun así, los rumores se renovaron nuevamente al publicarse en una colección parcial de cartas con el título Niña errante, el contenido de una de las  250 epístolas entre Dana y Mistral en que se revela una profunda relación que se puede catalogar objetivamente para unos como apasionada e íntima entre ambas, una verdadera amistad.

Tú no me conoces todavía bien, mi amor. Tú ignoras la profundidad de mi vínculo contigo. Dame tiempo, dámelo, para hacerte un poco feliz. Tenme paciencia, espera a ver y a oír lo que tú eres para mí"
Carta de Gabriela Mistral a Doris Dana (22 de abril de 1949)

Jaime Quezada, presidente de la Fundación Premio Nobel Gabriela Mistral expresó : "Vemos un amor pleno, es una amistad con A mayúscula".
Doris Dana declaró: "Siempre dijo que si hubiera podido tener una hija (Gabriela Mistral), hubiera sido yo. Me trató como familia, como hija y amiga".
Doris Shepherd Atkinson, sobrina y legataria legítima de la obra de Doris Dana fue quien donó a la Dirección Nacional de Bibliotecas, material literario perteneciente a la poetisa, con la condición de dar acceso libre a los estudiosos a ese legajo de 40.000 documentos literarios mistralianos. Una compilación, publicada por la editorial Lumen, llamada Niña errante contiene unas 250 cartas entre Mistral y Dana.